# Subramaniya Bharathi
Subramaniya Bharathi (sau Subramanijam Bhārati) (în tamilă: சுப்பிரமணிய பாரதி) (n. 11 decembrie 1882 - d. 11 septembrie 1921) a fost un poet, eseist și jurnalist tamil, luptător pentru eliberare națională.
A fost supranumit Maha Kavi Bharathiyar (unde "Maha Kavi" în limba tamilă înseamnă Marele Poet).

## Opera
- 1918: Jurământul lui Panciali ("Panciali ṣapatam": பாஞ்சாலி சபதம்);
- 1904: Poveste despre micul Sankaran ("Cinna Sankarankatai");
- Către Rusia ("Putija Rusija");
- Autobiografie ("சுய சரிதை");
- Cântece patriotice ("தேசிய கீதங்கள்");
- Cântece filozofice (ஞானப்பாடல்கள்);
- Alte cântece (பல்வகைப் பாடல்கள்);
- Cântece de închinare (தோத்திரப் பாடல்கள்);
- Comentarii despre Bhagavad Gita (பகவத் கீதை முன்னுரை);
- Povestea lui Chandrika (சந்திரிகையின் கதை);
- Cântece pentru copii (பாப்பாப் பாட்டு).

A mai colaborat și la ziarele patriotice Sudeṣamitram și India.